# 内海和子
内海 和子（うつみ かずこ、1967年〈昭和42年〉2月16日 - ）は、日本の女性歌手、タレント、元子役。おニャン子クラブの元メンバー。本名、下山 和子（しもやま かずこ）。

## 略歴
きょうだいに妹がいる。戸板女子短期大学被服科卒業。
幼少の頃から劇団若草に所属し、舞台版『サザエさん』のワカメ役での出演やテレビドラマにも子役として出演していた。本人曰く「ベビーカーに乗っていた頃に、新宿伊勢丹の前でスカウトされたと母が言っていた」とのこと。子役をしていた小学生時代は友達と遊ぶ機会もほとんど無かったという。平尾昌晃音楽教室に通っていた中学生時代の1981年、沖田浩之の曲『E気持』のコーラスメンバーに選抜されて参加する。高校受験を機にそれらの活動を休止させて子役時代の幕を閉じる。
1985年4月、芸能活動を再開。フジテレビの新番組だった『夕やけニャンニャン』のおニャン子クラブのメンバーオーディション・コーナー、「ザ・スカウト アイドルを探せ!」に自ら応募して出場、106点を獲得して河合その子、富川春美と共に合格。翌週からおニャン子クラブのメンバー（会員番号13番）として活動を開始（同番組には実質的に第1回から出演）。また、おニャン子クラブ加入時に大学生になったことからオールナイトフジの出演の声がかかり、短期間であるがオールナイターズのメンバーとしても同時に活動した。
平尾昌晃音楽教室に通っていたことから、おニャン子クラブのデビュー曲「セーラー服を脱がさないで」のフロントボーカルの一員に抜擢。本人も「当時は絶対音感みたいなものがあったと思う」と語り、このようなことから、歌のレッスンを受けた経験が殆どないメンバーの中で内海に歌唱の面を課したところが大きかった。また、子役経験も買われて、幾つものおニャン子主体のドラマには主役格で出演するなど、おニャン子クラブ活動前期の代表的メンバーとなった。親友の立見里歌と共にとんねるずと番組本番中にケンカをしたことがある（詳細は立見里歌#石橋貴明とのケンカを参照）。
おニャン子クラブのシングルレコードB面において、ソロで「思い出美人」「プリントの夏」を歌う。本格的なソロデビューが決まった際、ラジオで共演していた伊藤政則に「B面の女王、遂にソロデビュー!」と、大絶賛される。内海自身も「いつでもソロデビュー出来る」といった強い自信があったと話した。
1986年11月、「蒼いメモリーズ」でソロデビュー。このソロデビューを機に、それまでのフジテレビの預かりからホリプロ所属のタレントとなる。デビュー曲はアニメ『タッチⅣ』挿入歌に起用されたこともありヒット。オリコンチャートにおいて初登場3位と好成績であった。しかし、おニャン子クラブからソロデビューしたメンバーの楽曲はもれなく1位もしくは2位であったため「私だけ3位」と落ち込んだという。事務所のスタッフは「百恵でもデビュー曲はベスト3入りできなかった」と慰めたが納得できず、「悔しくて泣いちゃいました」と後年、述懐している。
1987年4月、おニャン子クラブを卒業。卒業生同士では、特に仲の良かった立見里歌とは「とても優しい子だけど、嫌なことは嫌だとはっきり言わなきゃダメよ」との言葉を、また高井麻巳子とは「とにかく女の子らしくて羨ましかった」との言葉をそれぞれ贈り合っていた。同年8月の番組終了時までゲストで数回出演し、おニャン子クラブの解散コンサートにも出演した。
1989年頃はタレント活動と並行し、カーレーサーとして活動したことがあった。内海はジムカーナで国内A級ライセンスを取得するため、「高速道路の運転をしたこと」・「レーシングカートの練習を多く積み重ねたこと」を後年に受けたインタビューで述懐している。
1993年に写真集『from PHOENIX』を発売し、ヘアヌードを披露したが、同年から芸能活動を休止した。休止期間中は情報技術（IT）や語学の勉強をし、それを活かした仕事に就いていた。
2015年、芸能活動を再開。2017年3月25日に新宿LOFTで開催された『NEXT歌謡フェス2017』に出演し、立見と共演した。同年10月24日、声の不調の原因となっていた「声帯にへばり付いた血液の固まり」を摘出する手術を受けた。
2018年12月1日、娘がライブアイドル・ゆりあんぬ（XTEEN、平成墓嵐メンバー）であることを明かした。ゆりあんぬには生後7か月の頃から英才教育を受けさせ、小学校から大学まで一貫校に通わせるなど、内海曰く「蝶よ花よ」と育ててきた。ゆりあんぬは小学生までは優等生だったが、本人は「猫被ってた」と語り、自我が芽生えた思春期の頃から派手な行動をとるようになった。大学の入学式にもツインテールのピンクの髪という姿で出席したため、内海は母として入学式に行く気もなかったという。また、美容整形も繰り返し受けており、内海は自分の意に反した行動をとり続ける娘を見て見ぬ振りをして来たと話している。そして、大学を中退、アイドルとしてデビュー。「平成墓嵐」というグループで活動していることに対し、内海は「殴り込みにいきたいくらい嫌ですよ」と話している。
2021年9月16日、パニック障害と診断されたことを公表している。翌年（2022年）にインタビューを受けた内海は「10年以上前から症状があったが、心臓の検査を何回も受けても異常は無かった」・「救急搬送された際、内海を診察した医師は『パニック障害』と診断したが、病気の事をブログで公表することをためらった」（※ブログで公表した日は前述）・「発作が起きた時は家族が『大丈夫だから、（パニック障害で）死なないから』と言って（内海の背中を）マッサージして落ち着かせてくれた」と話している。

## ディスコグラフィ

### シングル
| #                    | 発売日               | タイトル                                                                | c/w                                                                                          | オリコン最高位       |
| キャニオン・レコード | キャニオン・レコード | キャニオン・レコード                                                    | キャニオン・レコード                                                                         | キャニオン・レコード |
| -------------------- | -------------------- | ----------------------------------------------------------------------- | -------------------------------------------------------------------------------------------- | -------------------- |
| 1st                  | 1986年11月7日        | 蒼いメモリーズ 作詞：売野雅勇 作曲：芹澤廣明 編曲：芹澤廣明             | 好きで、ごめん。 作詞：売野雅勇 作曲：芹澤廣明 編曲：芹澤廣明                                | 3位                  |
| 2nd                  | 1987年2月25日        | 20歳 作詞：秋元康 作曲：後藤次利 編曲：後藤次利                         | 桜が手を振る前に (内海和子 with おニャン子クラブ) 作詞：秋元康 作曲：後藤次利 編曲：後藤次利 | 15位                 |
| 3rd                  | 1987年5月14日        | もう君の名前も呼べない 作詞：秋元康 作曲：国安わたる 編曲：松任谷正隆   | 波の上の小さな太陽 作詞：吉澤久美子 作曲：佐藤隆 編曲：松任谷正隆                            | 18位                 |
| ポニーキャニオン     |                      |                                                                         |                                                                                              |                      |
| 4th                  | 1989年7月21日        | 風はエンドレスストーリー 作詞：田口俊 作曲：松任谷正隆 編曲：松任谷正隆 | そんなふうに見つめないで 作詞：田口俊 作曲：松任谷正隆 編曲：松任谷正隆                      |                      |

### アルバム

#### オリジナル・アルバム
| 枚                 | 発売日             | タイトル           | オリコン最高位     |
| キャニオンレコード | キャニオンレコード | キャニオンレコード | キャニオンレコード |
| ------------------ | ------------------ | ------------------ | ------------------ |
| 1st                | 1987年3月21日      | LUNCH TIME         | 11位               |

#### ベスト・アルバム
| 枚               | 発売日           | タイトル                        | オリコン最高位   |
| ポニーキャニオン | ポニーキャニオン | ポニーキャニオン                | ポニーキャニオン |
| ---------------- | ---------------- | ------------------------------- | ---------------- |
| 1st              | 2002年3月19日    | MY これ!クション 内海和子・BEST |                  |
| 2nd              | 2010年5月19日    | Myこれ!Lite 内海和子            |                  |

### タイアップ曲
| 楽曲                     | タイアップ                                       | 収録作品                             |
| ------------------------ | ------------------------------------------------ | ------------------------------------ |
| 蒼いメモリーズ           | フジテレビ系放映アニメ『タッチ』挿入歌           | シングル「蒼いメモリーズ」           |
| 20歳                     | フジテレビ系『夕やけニャンニャン』テーマソング   | シングル「20歳」                     |
| 風はエンドレスストーリー | ニッサン・ザウルスカップ・レース・イメージソング | シングル「風はエンドレスストーリー」 |

## 出演

### バラエティ
- オールナイトフジ（フジテレビ）
- 夕やけニャンニャン（1985年 - 1987年、フジテレビ）
- 夕食ニャンニャン（1986年、フジテレビ）
- 歌のトップテン #289（1986年12月1日、日本テレビ）※子役時代の登場作品『仮面ライダースーパー1』の映像が流され、非常に照れていた。
- 有吉反省会（2020年4月11日、日本テレビ）[20]
- 爆報! THE フライデー（2020年7月17日、TBSテレビ） - ゆりあんぬと共に出演[21]
- じっくり聞いタロウ〜スター近況（秘）報告〜（2020年10月29日、テレビ東京） - ゆりあんぬと共に出演[22]

### テレビドラマ（子役時代）
- 一心太助 第24話「あべこべ物語」（1972年）
- 超人バロム・1 第32話「魔人トゲゲルゲが死の山へ招く!!」（1972年） - かよ子 役
- 愛の戦士レインボーマン 第15話「殺人プロフェッショナル」（1973年）
- 走れ!ケー100 第8話「どうして,どうして後もどり?　―岡山の巻―」（1973年） - 倉敷の幼稚園児まゆ 役
- 流星人間ゾーン 第12話「恐獣基地 地球へ侵入!」（1973年） - ヒヨコを欲しがる少女 役
- 5年3組魔法組（1977年 NET） 第20話「校内マラソン走れ！チクワ」 - 車椅子の少女 かよ子 役
- 同心部屋御用帳 江戸の旋風III 第32話「盗っ人のまごころ」（1977年） - おみよ 役
- 特捜最前線  第188話「プラットホーム転落死事件!」（1980年12月3日）
- 仮面ライダースーパー1（1980年 TBS） 第3話「行け! 地の果て ドグマの黄金郷」 - 白鳥さゆり 役
- 西部警察 第50話「少女の叫び」（1980年9月28日） - 杏子 役[23][24][25]

### テレビドラマ
- 月曜ドラマランド
  - ボクの婚約者（1986年1月13日、フジテレビ） - 白瀬陽子 役
  - もしかして婚約者!?（1986年8月18日、フジテレビ） - 一の宮綾 役
  - おニャン子学園危機イッパツ とんだ放課後（1986年5月12日、フジテレビ）
  - いきなり婚約者!!（1987年3月23日、フジテレビ） - 吉田紀子 役[26]
- 木曜ドラマストリート「あぶない課外授業」（1986年6月26日、フジテレビ）
- 男が泣かない夜はない（1987年5月18日 - 7月27日、フジテレビ） - 林三紀 役
- 土曜ワイド劇場「弁護士・今田一平 沖縄デラックスツアー殺人事件」（1989年7月15日、テレビ朝日）

### 映画（子役時代）
- 女生きてます 盛り場渡り鳥（1972年、松竹／森﨑東監督） - 和枝 役[27]

### 映画
- おニャン子ザ・ムービー 危機イッパツ!（1986年、東宝／原田眞人監督）
- 釣りバカ日誌4（1991年、松竹／栗山富夫監督） - 香織 役

## 書籍
- from PHOENIX（1993年1月、スコラ、撮影：野村誠一）ISBN 4796201017

## その他
- 内海は『ねるとん紅鯨団』（フジテレビ系列）のパロディ、『ねるとんね紅鮭団』（※日本テレビ系列で放送された特番のコーナーの1つ）で柳沢慎吾と共演し、柳沢の告白を断った内海に「あばよ!」という捨てゼリフを残した。後にこの一言が柳沢の持ちネタとなった（※セリフに関する詳細は「柳沢慎吾#フレーズ・ダジャレ」を参照）。